# Dusona variabilis
Dusona variabilis là một loài tò vò trong họ Ichneumonidae.